# クリシュナギリ
クリシュナギリ（கிருஷ்ணகிரி；Krishnagiri）は、インド南部のタミル・ナードゥ州にある都市。クリシュナギリ県の県庁所在地であり、同県クリシュナギリ郡の中心都市である。

## 地理
北緯：12° 31' 60 / 東経：78° 13' 60 
- 県外
  - チェンナイまで 262km
  - ティルッチラーッパッリまで 253km
  - マドゥライまで 335km
  - コーヤンブットゥールまで 271km
  - カンニヤークマリまで 577km

## 政治
クリシュナギリでは、2001年の州議会議員選挙ではAIADMKのV・ゴーヴィンダラースが当選したが、2006年の州議会議員選挙ではDMKのT・セングットゥヴァンが当選した。